# Georgia Rule
Georgia Rule es una película de comedia-drama dirigida por Garry Marshall, protagonizada por Jane Fonda, Lindsay Lohan, Felicity Huffman, Dermot Mulroney, Garrett Hedlund y Cary Elwes. La música para la película fue compuesta por John Debney. Se estrenó el 11 de mayo de 2007.

## Trama
Rachel Wilcox (Lindsay Lohan) es una adolescente incontrolable. Con su último choque en su automóvil, Rachel ha roto la última regla de la casa de su madre, Lilly (Felicity Huffman), en San Francisco. Sin otro lugar al que llevar a la impulsiva y rabiosa adolescente, Lilly lleva a su hija al lugar al que había jurado que nunca volvería: la casa de su madre en Idaho. La matriarca Georgia Randall (Jane Fonda) rige su vida con una serie de reglas inquebrantables -Dios viene primero, el trabajo duro viene en segundo lugar, muy de cerca- y quiere que todo aquel que comparta su casa haga lo mismo, por ello hará que cualquier persona que tome el nombre del Señor en vano, se lave la boca con jabón. Ahora a cargo de la crianza de la joven, necesitará mucha paciencia para entender la furia de Raquel.
Georgia le consigue trabajo como secretaria del Dr. Simon Ward (Dermot Mulroney), el veterinario local, quien también trata de manera no oficial a pacientes humanos de manera. Sus dos sobrinos, Sam (Dylan McLaughlin) e Ethan (Zachary Gordon), visitan a menudo la casa de Georgia. Simon no muestra interés en Rachel u otras mujeres, por lo que Rachel sospecha que es gay. Sin embargo, la hermana de Simón, Paula (Laurie Metcalf), revela que sigue de luto por la muerte de su esposa e hijo, muertos en un accidente automovilístico hace tres años. Simon se niega a tener relaciones sexuales con Rachel, incluso cuando ella intenta seducirlo, pero siente una pasión por Lilly, con la que había salido en el pasado.
Rachel lleva a cabo sexo oral en Harlan Wilson (Garrett Hedlund), que, sin embargo, no está casado y seguía siendo virgen a causa de su religión. Respaldado por una Rachel reacia, le confiesa a su novia religiosa, quien se sorprende. Un equipo de chicas religiosas comienza a espiar a Harlan para asegurarse de que no "tendrá sexo" de nuevo. Después de una persecución corta con camiones a Harlan, Rachel les explica que lo que ocurrió puede ser más, y que pueden volver a tener su diversión del verano. Están de acuerdo en hacerlo, siempre y cuando Rachel vaya a casa. Rachel las amenaza diciendo que si tiene algo que ver con ella y Harlan una vez más, como por ejemplo: hablar con Harlan, gritan a Harlan, llame a su nombre, tirar cosas en ella, o hacer cualquier otra cosa que tiene que ver con ella, entonces ella se encuentra la totalidad de sus novios y "fuck estúpidos."
Al tratar de hacer un punto a Simón por la supervivencia, Rachel dice sin rodeos que su padrastro Arnold (Cary Elwes) tenía relaciones sexuales con ella desde el momento en que tenía 12 años hasta que cumplió 14 años. Al ver el efecto de su revelación, Rachel trata de convencerlo de que ella mintió. Sin embargo, Simon ha dicho ya Georgia acerca de la relación sexual, y Georgia, a su vez le dice a Lilly, que en un principio cree que Rachel está mintiendo. Lilly llega a creer en su hija, sin embargo, comienza a beber en exceso y pide a Arnold el divorcio. Cuando Arnold llega, Georgia dice que se vaya y no permitirá que él entre a la casa. Finalmente, los intentos da la fuerza de tenerlo fuera de la propiedad al golpearlo con un bate de béisbol, cuando todavía se niega a salir, ella lo obliga, mediante el uso del palo para amenazar a su coche deportivo con el fin de poner una barra de jabón en la boca, después de que toma el nombre de Dios en vano. Rachel ve que Lilly no puede aceptar la verdad, y se encuentra con ella, diciendo que ella no hizo nada sexual con Arnold.
En el motel donde se aloja Arnold, Rachel le dice que tiene una cinta de video de él teniendo sexo con ella cuando tenía 14 años. Arnold parece preocupado, lo que más convence a los espectadores de su culpabilidad. Rachel demanda $ 10 millones (la mitad de su valor neto supuesto) si no se mantiene Lilly feliz. Ella admite que lo que ella le mintió a Lilly porque ella no quiere que ella se moleste más. En el camino de regreso a San Francisco, Arnold le dice Lilly que le dará a Rachel su nuevo auto Ferrari. Al oír esto Lilly rápidamente recuerda afirmación anterior de Rachael, que él le compró una Ford Mustang para mantener su silencio y exige que la dejen salir del coche. Como Lilly salta del coche y empieza a caminar de regreso al pueblo, Arnold airadamente admite haber tenido relaciones sexuales con Rachel, que afirma haber sido seducido, que el beber en exceso Lilly le llevaron a ella, y por último decir que Rachel lo disfruto. Después de defenderse de un ataque de una enfurecida Lilly, Arnold se marcha, a la audiencia que lo llevaran a los tribunales.
Al final, Georgia, junto con Simon, Rachel, y Harlan, se ponen al día con Lilly en el camión pick-up de Harlan , y una llorosa Rachel constituye por su comportamiento. Harlan también menciona a Georgia que él está enamorado de Rachel y piensa casarse con ella cuando regrese de su misión de dos años.

## Reparto
- Jane Fonda como Georgia Randall.
- Lindsay Lohan como Rachel Wilcox.
- Felicity Huffman como Lily Wilcox.
- Dermot Mulroney como Simon Ward.
- Garrett Hedlund como Harlan Wilson.
- David Collins como Montague "Duck" Wilcox.
- Cary Elwes como Arnold.
- Héctor Elizondo como Izzy.
- Christine Lakin como Grace.
- Zachary Gordon como Ethan.
- Dylan McLaughlin como Sam.
- Laurie Metcalf como Paula Richards.
- Tereza Stanislav como Maestra de violín.
- Fred Applegate como Pueblerino #1.
- Cynthia Ferrer como Pueblerina #2.
- Destiney Moore como Mesera.
- Shea Curry como Melody.

## Recepción

### Taquillas
La película se estrenó en las salas de cine 2,523. La película tiene una crítica de nota de 5.9 en la página IMDb. La recaudación de la película fue de 81,300,000 dólares aproximadamente a nivel mundial. En los EE. UU. recaudó $17.40 millones en el alquiler de DVD en los Estados Unidos, haciendo un total de $41 millones de dólares.

### Premios y nominaciones
La película recibió 2 nominaciones a los Teen Choice Awards en las categorías de mejor película Chick Flick y en la de mejor actriz de drama para Lindsay Lohan. El actor Zachary Gordon también fue premiado con un Young Artist Award. Dylan McLaughlin recibió la misma nominación en los Young Artist Award. En los Prism Awards la película recibió 3 nominaciones, incluyendo una nominación a la actriz Felicity Huffman, y en los Alliance of Women Film Journalists 2007 también se llevó otra nominación en el apartado de películas en la categoría de "Movie You Wanted to Love, But Just Couldn't".

## DVD
Georgia Rule fue puesta en libertad en DVD el 4 de septiembre de 2007. En España se estrenó el 30 de enero de 2008 directamente a DVD, bajo el nombre de Lo Dice Georgia.
- Datos: Q772974